# خاندان خاموشی
خاندان خاموشی یکی از خاندان‌های یازده گانهٔ آیین یارسان است. بنا بر دستور سلطان سهاک، سازمان دهندهٔ این آیین، هر فرد یارسان می‌باید به یکی از خاندان‌های یازده‌گانه سرسپرده و از این خاندان‌ها برای خود پیر و دلیل انتخاب کند. نسب خاندان خاموشی به سید ابوالوفا می‌رسد که در آیین یارسان یکی از هفت فرزند سلطان از مادری به نام خاتون بشیره است که به هفتوانه موسوم هستند.

## وجه تسمیه
سید ابوالوفا، جد اعلای خاندان خاموشی دارای پسری به نام سید علی بود. پسر سید علی به نام سید اکابر به خاموش ملقب شد و در اشعارش نیز از این تخلص استفاده می‌نمود
گفته می‌شود که سید اکابر در سدۀ ۹ هجری به دنیا آمده، و جانشین سید ابوالوفا شده که یکی از هفتوانه بوده‌است. جانشینی وی به جای سیدابوالوفا سبب ناراحتی برادرانش شده و سید اکابر ناگزیر می‌شود محل زندگی خود را تغییر دهد.

## مسندنشینان خانواده حیدری از زمان سید براکه تاکنون
| شماره | نام                       | از سال میلادی | تا سال میلادی | مدت زمان مسندداری | سال شمسی  |
| ----- | ------------------------- | ------------- | ------------- | ----------------- | --------- |
| ۰۱    | سید حیدر حیدری گوران      | ۱۸۳۴          | ۱۸۷۲          | ۳۸ سال            | ۱۲۵۰–۱۲۱۲ |
| ۰۲    | سید رستم حیدری گوران      | ۱۸۷۲          | ۱۹۳۴          | ۶۲ سال            | ۱۳۱۲–۱۲۵۰ |
| ۰۳    | سید شمس الدین حیدری گوران | ۱۹۳۴          | ۱۹۴۸          | ۱۴ سال            | ۱۳۲۶–۱۳۱۲ |
| ۰۴    | سید نورالدین حیدری گوران  | ۱۹۴۸          | ۱۹۴۹          | ۱ سال             | ۱۳۲۷–۱۳۲۶ |
| ۰۵    | سید سیف الدین حیدری گوران | ۱۹۴۹          | ۱۹۵۴          | ۵ سال             | ۱۳۳۲–۱۳۲۷ |
| ۰۶    | سید نصرالدین حیدری گوران  | ۱۹۵۴          | تاکنون        | مسند دار          |           |